# Donkerbruine moerassnuitkever
De donkerbruine moerassnuitkever (Notaris acridulus) ook wel kleine donkerbruine moerassnuittor genoemd, is een keversoort uit de familie snuitkevers (Curculionidae). De larven en poppen leven in de wortels van liesgras (Glyceria maxima).